# Tracto corticoespinal
El tracto corticoespinal es una vía motora de la sustancia blanca que parte de la corteza cerebral y termina en las motoneuronas e interneuronas inferiores de la médula espinal, controlando los movimientos de las extremidades y el tronco. Hay más de un millón de neuronas en el tracto corticoespinal, que se mielinizan normalmente en los dos primeros años de vida.
El tracto corticoespinal es uno de los tractos piramidales, el otro es el tracto corticobulbar. 

## Anatomía
El tracto corticoespinal se origina en varias partes del cerebro, incluidas no sólo las áreas motoras, sino también la corteza somatosensorial primaria y las áreas premotoras. La mayoría de las neuronas se originan en la corteza motora primaria (giro precentral,  área 4 de Brodmann) o en las áreas frontales premotoras. Alrededor del 30% de las neuronas corticoespinales se originan en la corteza motora primaria, un 30% más en la corteza premotora y en áreas motoras suplementarias, y el 40% restante se distribuye entre la corteza somatosensorial, el lóbulo parietal y el giro cingulado. Estas neuronas motoras superiores se originan en las células piramidales de la capa V del neocórtex, y viajan a través de la extremidad posterior de la cápsula interna en el cerebro anterior, para entrar en la corteza cerebral en la base del cerebro medio. A continuación, ambos tractos atraviesan el tronco encefálico, desde la protuberancia hasta la médula. El tracto corticoespinal, junto con el tracto corticobulbar, forman dos pirámides a cada lado de la médula del tronco encefálico, de ahí su nombre de tractos piramidales. Las neuronas corticoespinales hacen sinapsis directamente con las motoneuronas alfa para el control muscular directo. 
Las células de Betz son células muy grandes que resultan muy visibles al microscopio y, aunque sólo representan alrededor del 5% de las células que se proyectan a la médula espinal, suelen considerarse las más cruciales para la comunicación de las señales motoras. Estas células destacan por su rápida velocidad de conducción, más de 70 m/seg, la conducción más rápida de cualquier señal del cerebro a la médula espinal.
Existen dos divisiones del tracto corticoespinal, el tracto corticoespinal lateral y el tracto corticoespinal anterior. Las neuronas del tracto corticoespinal lateral cruzan la línea media a nivel de la médula oblonga y controlan las extremidades y los dedos. El tracto lateral forma alrededor del 90% de las conexiones del tracto corticoespinal; la gran mayoría cruzan en la médula, mientras que el resto (alrededor del 2-3%) permanecen ipsilaterales. Las neuronas del tracto corticoespinal anterior, el 10% restante, permanecen ipsilaterales en la médula espinal pero se decusan a nivel del nervio espinal en el que salen, y controlan los músculos del tronco, los hombros y el cuello.

## Función
La función principal del tracto corticoespinal es el control motor voluntario del cuerpo y las extremidades.
Sin embargo, las conexiones con la corteza somatosensorial sugieren que los tractos piramidales también son responsables de modular la información sensorial del cuerpo.
Dado que la mayoría (75-80%) de las conexiones cruzan la línea media a nivel de la médula y otras a nivel de la médula espinal, cada lado del cerebro es responsable de controlar los músculos del lado opuesto del cuerpo.
Cuando se lesiona alguna parte de las vías piramidales, los pacientes quedan paralizados en el lado correspondiente del cuerpo. Sin embargo, pueden volver a aprender algunos movimientos básicos, pero no movimientos finos.
Esto implica que las conexiones con estos tractos son cruciales para los movimientos finos, y que sólo es posible una recuperación parcial si están dañados.